# Бережанський округ
Бережанський округ — адміністративна одиниця Королівства Галичини та Володимирії у складі монархії Габсбургів, Австрійської імперії.

## Відомості

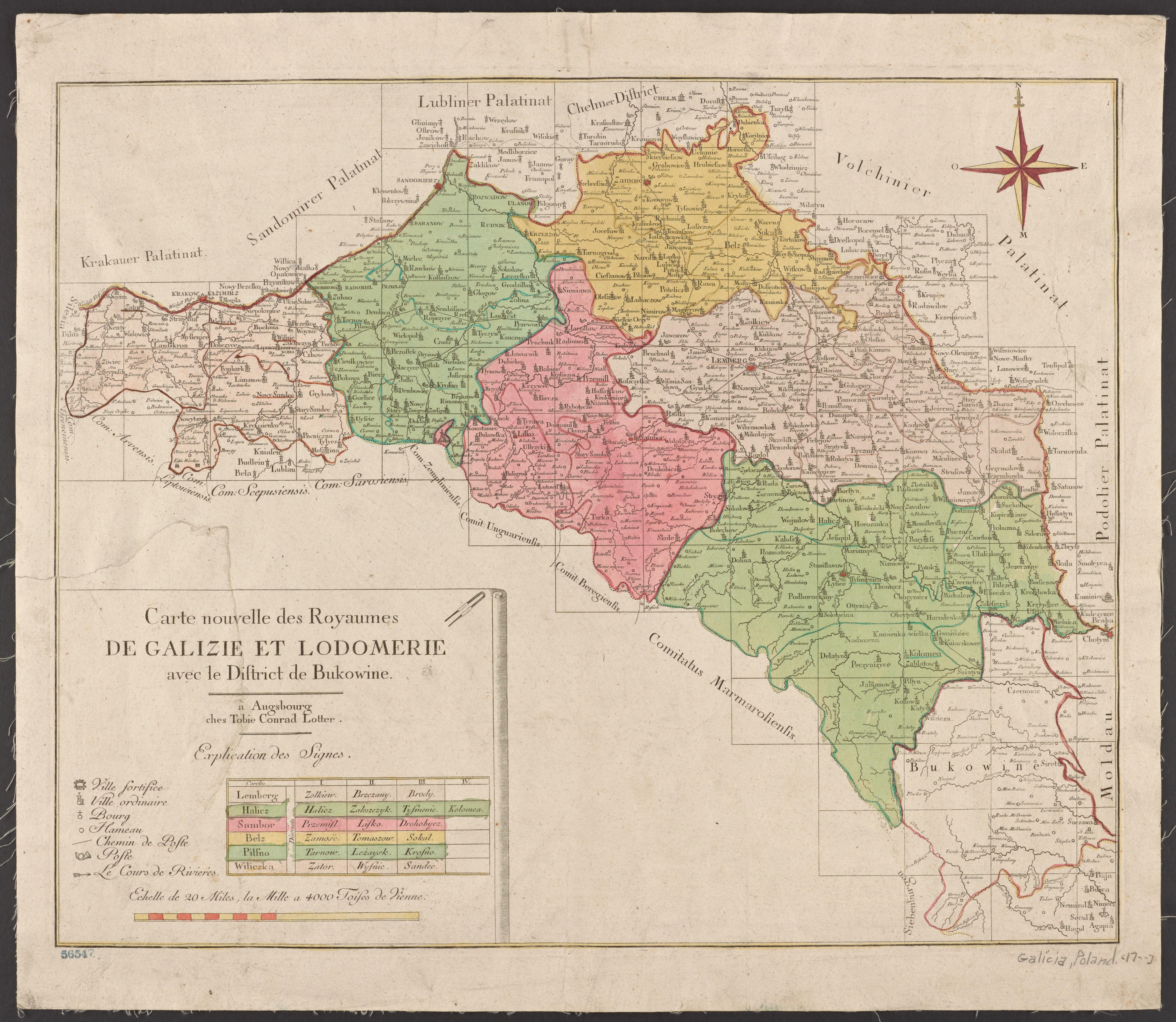
Адміністративний поділ Королівства Галичини та Володимирії у 1777—1782 роках

22 березня 1782 року цісарева Марія Терезія видала патент, який ліквідовував дистрикти. Бережанський округ існував від 1782 року, коли було встановлено поділ провінції на округи (циркули), і до кінця 1860-х, коли було скасовано округи і створено залишено лише повітовий адміністративний поділ (повіти виділені у складі округів у 1854 році).

## Географія
Бережанський округ знаходився між Львівським, Золочівським, Тернопільським, Чортківським та Станіславським округами.
Найбільші річки: Дністер, Липа, Липиця, Стрипа, Свірж.
В Бережанському окрузі було 3 міста, 14 містечок та 317 села.
Найбільші міста: Бережани, Підкамінь, Рогатин.
Містечка: Бібрка, Берездівці, Більшівці, Бурштин, Ходорів, Дунаїв, Козова, Княгиничі, Кукільники, Нараїв, Підгайці, Перемишляни, Нові Стрілища, Свірж.

## Повіти
До 1867 року було 8 повітів:
- Бережанський
- Бібрський
- Бурштинський
- Козівський
- Перемишлянський
- Підгаєцький
- Рогатинський
- Ходорівський